# United Soccer League 2016
United Soccer League w roku 2016 był szóstym sezonem tych rozgrywek. Po raz pierwszy w historii mistrzem USL został klub New York Red Bulls II (klub farmerski zespołu New York Red Bulls), natomiast wicemistrzem Swope Park Rangers.

## Sezon zasadniczy

### Konferencja Wschodnia
| #  | Drużyna                   | M  | Z  | R  | P  | BR+ | BR- | +/- | Punkty | Uwagi    |
| -- | ------------------------- | -- | -- | -- | -- | --- | --- | --- | ------ | -------- |
| 1  | New York Red Bulls II     | 30 | 21 | 6  | 3  | 61  | 21  | +40 | 69     | Play Off |
| 2  | Louisville City FC        | 30 | 17 | 9  | 4  | 52  | 27  | +25 | 60     | Play Off |
| 3  | FC Cincinnati             | 30 | 16 | 8  | 6  | 41  | 27  | +14 | 56     | Play Off |
| 4  | Rochester Rhinos          | 30 | 13 | 12 | 5  | 38  | 25  | +13 | 51     | Play Off |
| 5  | Charlotte Independence    | 30 | 14 | 8  | 8  | 48  | 29  | +19 | 50     | Play Off |
| 6  | Charleston Battery        | 30 | 13 | 9  | 8  | 38  | 33  | +5  | 48     | Play Off |
| 7  | Richmond Kickers          | 30 | 12 | 9  | 9  | 33  | 26  | +7  | 45     | Play Off |
| 8  | Orlando City B            | 30 | 9  | 8  | 13 | 35  | 49  | −14 | 35     | Play Off |
| 9  | Wilmington Hammerheads FC | 30 | 8  | 10 | 12 | 37  | 47  | −10 | 34     |          |
| 10 | Harrisburg City Islanders | 30 | 8  | 7  | 15 | 37  | 54  | −17 | 31     |          |
| 11 | Bethlehem Steel FC        | 30 | 6  | 10 | 14 | 32  | 43  | −11 | 28     |          |
| 12 | Toronto FC II             | 30 | 7  | 5  | 18 | 36  | 58  | −22 | 26     |          |
| 13 | Pittsburgh Riverhounds    | 30 | 6  | 7  | 17 | 31  | 50  | −19 | 25     |          |
| 14 | FC Montreal               | 30 | 7  | 2  | 21 | 35  | 57  | −22 | 23     |          |

### Konferencja Zachodnia
| #  | Drużyna                      | M  | Z  | R  | P  | BR+ | BR- | +/- | Punkty | Uwagi    |
| -- | ---------------------------- | -- | -- | -- | -- | --- | --- | --- | ------ | -------- |
| 1  | Sacramento Republic FC       | 30 | 14 | 10 | 6  | 43  | 27  | +16 | 52     | Play Off |
| 2  | Rio Grande Valley Toros      | 30 | 14 | 9  | 7  | 47  | 24  | +23 | 51     | Play Off |
| 3  | Colorado Springs Switchbacks | 30 | 14 | 7  | 9  | 37  | 27  | +10 | 49     | Play Off |
| 4  | Swope Park Rangers           | 30 | 14 | 6  | 10 | 45  | 36  | +9  | 48     | Play Off |
| 5  | Los Angeles Galaxy II        | 30 | 12 | 11 | 7  | 52  | 42  | +10 | 47     | Play Off |
| 6  | Vancouver Whitecaps 2        | 30 | 12 | 9  | 9  | 44  | 44  | 0   | 45     | Play Off |
| 7  | Oklahoma City Energy FC      | 30 | 10 | 13 | 7  | 32  | 30  | +2  | 43     | Play Off |
| 8  | Orange County Blues          | 30 | 12 | 4  | 14 | 39  | 41  | −2  | 40     | Play Off |
| 9  | Portland Timbers 2           | 30 | 12 | 4  | 14 | 38  | 42  | −4  | 40     |          |
| 10 | San Antonio FC               | 30 | 10 | 8  | 12 | 36  | 36  | 0   | 38     |          |
| 11 | Real Monarchs                | 30 | 10 | 6  | 14 | 31  | 41  | −10 | 36     |          |
| 12 | Seattle Sounders 2           | 30 | 9  | 8  | 13 | 35  | 50  | −15 | 35     |          |
| 13 | Arizona United SC            | 30 | 9  | 7  | 14 | 40  | 46  | −6  | 34     |          |
| 14 | Saint Louis FC               | 30 | 8  | 10 | 12 | 42  | 44  | −2  | 34     |          |
| 15 | Tulsa Roughnecks             | 30 | 5  | 4  | 21 | 25  | 64  | −39 | 19     |          |

Aktualne na 7 sierpnia 2020. Źródło:
Zasady ustalania kolejności: 1. liczba zdobytych punktów; 2. różnica zdobytych bramek; 3. większa liczba zdobytych bramek.

## Play Off

### 1/8 finału
| Drużyna 1                       | Wynik          | Drużyna 2               |
| ------------------------------- | -------------- | ----------------------- |
| Rochester Rhinos                | 3:1            | Charlotte Independence  |
| New York Red Bulls II           | 4:0            | Orlando City B          |
| FC Cincinnati                   | 1:2            | Charleston Battery      |
| Louisville City FC              | 2:0 po dog.    | Richmond Kickers        |
| Swope Park Rangers              | 3:0            | Los Angeles Galaxy II   |
| Colorado Springs Switchbacks FC | 1:2            | Vancouver Whitecaps 2   |
| Rio Grande Valley FC Toros      | 2:3            | Oklahoma City Energy FC |
| Sacramento Republic FC          | 0:0 (kar. 4:5) | Orange County Blues FC  |

### Ćwierćfinał
| Drużyna 1             | Wynik          | Drużyna 2               |
| --------------------- | -------------- | ----------------------- |
| New York Red Bulls II | 3:3 (kar. 5:4) | Rochester Rhinos        |
| Louisville City FC    | 1:0            | Charleston Battery      |
| Vancouver Whitecaps 2 | 3:2            | Oklahoma City Energy FC |
| Swope Park Rangers    | 2:1 po dog.    | Orange County Blues FC  |

### Półfinał
| Drużyna 1             | Wynik          | Drużyna 2             |
| --------------------- | -------------- | --------------------- |
| New York Red Bulls II | 1:1 (kar. 4:3) | Louisville City FC    |
| Swope Park Rangers    | 3:0            | Vancouver Whitecaps 2 |

### Finał
| 23 października 2016 | New York Red Bulls II | 5:12:0raport | Swope Park Rangers |  |
|                      |                       |              |                    |  |